# Jørgen Petersen (fløjtenist)
 Der er flere personer med dette navn, se Jørgen Petersen.
Jørgen Carl Marius Petersen (24. august 1827 – 7. oktober 1899) var en dansk fløjtenist og kgl. kapelmusikus.
Han var søn af fløjtenist og kgl. kapelmusikus Niels Petersen. Fra 1842 til sin død sad han som sin fader som fløjtenist i Kapellet. Han var som faderen en meget dygtigt kunstner på sit instrument.